# Наррагансетт (плем'я)
Наррагансетт (англ. Narragansett people) - індіанське плем'я, що відноситься до алгонкінської мовної сім'ї.

## Рання історія
Наррагансетт історично проживали в районі, який став відомий як Нова Англія. Вони були одним з провідних племен регіону. Під їх контролем знаходився весь Род-Айленд, а також частина території сучасних американських штатів Коннектикут і Массачусетс. Перший контакт племені з європейцями стався в 1524 році, коли Джованні да Верраццано відвідав затоку Наррагансетт. 
Європейці занесли до Нової Англії інфекційні захворювання, від яких загинули тисячі Алгонкінів в період з 1616 по 1619 рр. Наррагансетт менше інших племен постраждали від епідемій. В 1636 році англієць Роджер Вільямс купив у племені частину їх землі, де і виникло місто Провіденс. У тому ж році почалася Пекотська війна. Наррагансетт приєдналися до англійських колоністів, виступивши проти пекотів, своїх традиційних ворогів. Жорстокість європейців, які безжально перебили жінок і дітей в селищі пекотів, потрясла Наррагансетт, і вони покинули своїх союзників.
Після поразки пекотів, Наррагансетт вступили в конфлікт з мохеганами. В 1643 році вони вторглися на землі мохеганів. Конфлікт завершився після того, як англійці виступили на стороні мохеганів і пригрозили лідерам Наррагансетт війною.

## Війна Короля Філіпа
В 1675 році спалахнула нова війна між англійськими колоністами Нової Англії і індіанськими племенами. Наррагансетт, які спочатку проголосили нейтралітет, але таємно надають допомогу повстанцям індіанцям, вступили у війну на боці Короля Філіпа в грудні 1675 року. 
Губернатор Уінслоу з Плімута відправив проти укріпленого поселення Наррагансетт на болотах загін з 1000 солдатів і 150 союзних Мохеган. Після того, як вождь Наррагансетт Канончет відмовився видати повсталих, англійці атакували його село. У результаті цього головне поселення Наррагансетт було взято і спалено. У цій битві загинули 600 індіанців і 20 вождів Наррагансетт. Частини обложених разом з Канончетом таки вдалося врятуватися втечею на болотах і приєднатися до загонів Короля Філіпа в Хусіке. 
Армія індіанців перемістилася в долину річки Коннектикут, до кордону між Массачусетсом і Вермонтом. У лютому 1676 вона розорила і спалила безліч поселень на півдні Нової Англії. Двічі великі англійські загони були заманені в засідки, і воїни Наррагансетт на чолі з вождем Канончетом вбили понад 130 солдатів противника. Але повсталим не вистачало харчів, і навесні Наррагансетт знову атакували англійські поселення Дірфілд і Нортфілд, сподіваючись захопити в них запаси оброблюваного колоністами маїсу, але були відбиті з великими втратами серед нападників. Канончет був змушений повернутися на рідні землі, в Род-Айленд, де в нього були сховані значні запаси продовольства. На зворотному шляху він був захоплений коннектикутськими міліціонерами і мохеганами. Його стратили ворожі сахеми. 
Смерть Канончета стала поворотним пунктом в війні Короля Філіпа. Після закінчення війни велика частина наррагансетів була продана в рабство і заслана в Вест-Індію, небагатьом вдалося залишитися на рідній землі.

## Сучасне становище
Незважаючи на те, що Наррагансетт в наступні роки втратили більшу частину своїх земель, вони зуміли зберегти племінну ідентичність. В 1880 році влада Род-Айленду визнала 324 людини членами племені Наррагансетт. В 1978 році плем'я змогло встановити контроль над 1800 акрами землі, а в 1983 році було визнано на федеральному рівні. 